# Powiat Jesionik
Powiat Jesionik (czes. Okres Jeseník) – powiat w Czechach, w kraju ołomunieckim. Jego siedzibą jest miasto Jesionik. Powierzchnia powiatu wynosi 718,94 km², zamieszkuje go 42 148 osób (gęstość zaludnienia wynosi 58,70 mieszkańców na 1 km²). Powiat ten liczy 24 miejscowości, w tym 5 miast. Ziemie powiatu historycznie należą do Śląska, z wyjątkiem większej części gminy wiejskiej Ostružná (konkretnie Ostružná i Petříkov), która położona jest na Morawach. Są to południowe tereny dawnego biskupiego księstwa nyskiego, które było księstwem dolnośląskim.
Od 1 stycznia 2003 powiaty nie są już jednostką podziału administracyjnego Czech. Podział na powiaty zachowały jednak sądy, policja i niektóre inne urzędy państwowe. Został on również zachowany dla celów statystycznych.

## Struktura powierzchni
Według danych z 31 grudnia 2003 powiat ma obszar 718,94 km², w tym:
- użytki rolne – 33,63%, w tym 61,3% gruntów ornych
- inne – 66,37%, w tym 89,34% lasów
- liczba gospodarstw rolnych: 278.

## Gminy
Miasta wyróżniono pogrubieniem.
- Bělá pod Pradědem
- Bernartice
- Bílá Voda
- Černá Voda
- Česká Ves
- Hradec-Nová Ves
- Javorník
- Jesionik
- Kobylá nad Vidnavkou
- Lipová-lázně
- Mikulovice
- Ostružná
- Písečná
- Skorošice
- Stará Červená Voda
- Supíkovice
- Uhelná
- Vápenná
- Velká Kraš
- Velké Kunětice
- Vidnava
- Vlčice
- Zlaté Hory
- Žulová

## Demografia
Dane z 31 grudnia 2003:
| Opis        | Ogółem | Kobiety       | Mężczyźni     |
| ----------- | ------ | ------------- | ------------- |
| populacja   | 42 148 | 21 303 50,54% | 20 845 49,46% |
| średni wiek | 37,5   | 39,97         | 36,64         |

- gęstość zaludnienia: 58,70 mieszk./km²
- 47,14% ludności powiatu mieszka w miastach.

## Zatrudnienie
| Mieszkańcy ze stałym zatrudnieniem | 7 145        |
| Średnia pensja miesięczna          | 12 913 koron |
| Bezrobotni                         | 3 753        |
| Stopa bezrobocia                   | 18,17%       |

## Szkolnictwo
W powiecie Jeseník działają:
| Rodzaj szkoły                   | Liczba szkół |
| ------------------------------- | ------------ |
| Przedszkola                     | 30           |
| Szkoły podstawowe               | 19           |
| Gimnazja                        | 1            |
| Szkoły średnie techniczne       | 3            |
| Szkoły średnie ogólnokształcące | 5            |
| Szkoły wyższe                   |              |

## Służba zdrowia
| Lekarze                               | 141 |
| Szpitale                              | 1   |
| Specjalistyczne ośrodki terapeutyczne | 3   |
| Gabinety dentystyczne                 | 20  |
| Apteki                                | 8   |